# К-21
К-21 — советская Краснознамённая крейсерская дизель-электрическая подводная лодка (ПЛ) времён Великой Отечественной войны, четвёртый корабль серии XIV типа «Крейсерская». Участвовала в Великой Отечественной войне в составе Северного флота ВМФ СССР. Совершила 12 боевых походов и 6 минных постановок, 10 торпедных атак и 2 артиллерийских боя. По советским данным считается потопившей 17 судов и кораблей противника, по послевоенному анализу достоверно потопила две цели минами, две цели потоплены и три повреждены артиллерией. В 1942 году атаковала немецкий линкор «Тирпиц». С 1983 года установлена на вечную стоянку на причале города Североморска, как корабль-музей.

## История строительства
Лодка была заложена 10 декабря 1937 года в Ленинграде на Заводе № 194 имени А. Марти под заводским номером 108 и наименованием К-22, спущена на воду 16 августа 1939 года. 16 августа 1940 года переименована в К-21. 3 февраля 1941 года вошла в состав Балтийского флота, затем по Беломорско-Балтийскому каналу перешла в Полярный, 17 сентября 1941 года зачислена в состав Северного флота ВМФ СССР.

## История службы
В первом боевом походе К-21 ночью c 9 на 10 ноября 1941 года поставила заграждение из 11 мин в проливе Бест-Сунн, утром 27 ноября того же года на заграждении подорвался и затонул норвежский транспорт «Bessheim» (тоннаж 1774 брт), а 9 июля 1942 года — большой охотник за подводными лодками «Uj-1110».

### Лунин атакует «Тирпиц»
Ярким эпизодом службы К-21 стала атака на немецкий линкор «Тирпиц» 5 июля 1942 года в районе острова Ингей, «Тирпиц» шёл с охраной на перехват конвоя «PQ-17» следовавшего из Исландии в Архангельск.

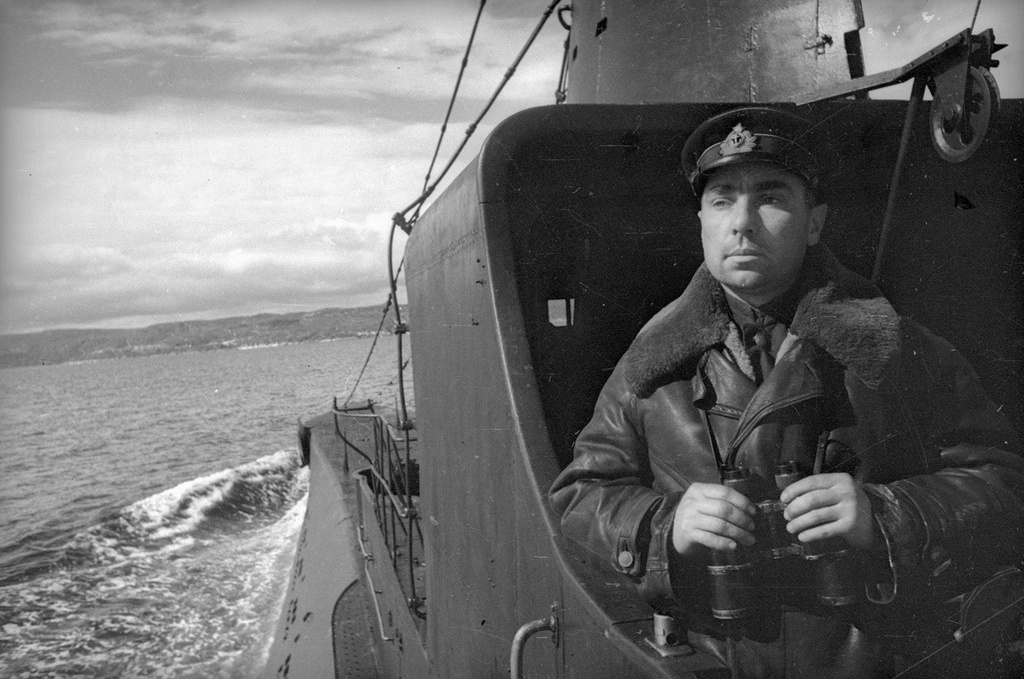
Николай Лунин на мостике К-21

27 июня 1942 года подводная лодка К-21 получила приказ выйти на боевую позицию для прикрытия группы судов союзного конвоя «PQ-17». 5 июля в 16:33 гидроакустик Сметанин доложил командиру о приближающемся шуме винтов. Эскадра была обнаружена, она состояла из линкора «Тирпиц», тяжёлых крейсеров «Адмирал Шеер» и «Адмирал Хиппер», и нескольких эсминцев.
Командир лодки Н. А. Лунин принял решение атаковать. Подводники произвели четырёхторпедный залп из кормовых торпедных аппаратов по флагманскому кораблю — линкору «Тирпиц». Результат атаки командиром не наблюдался, акустик и члены экипажа в отсеках подводной лодки слышали два взрыва. Фактически атака оказалась неудачной вследствие пуска торпед с дистанции, превышающей дальность хода торпед, и даже не была зафиксирована противником. Несмотря на это, версия о попадании торпед (или торпеды) К-21 в «Тирпиц», и даже с одновременным потоплением эсминца, по-прежнему имеет сторонников.

### Награды и достижения

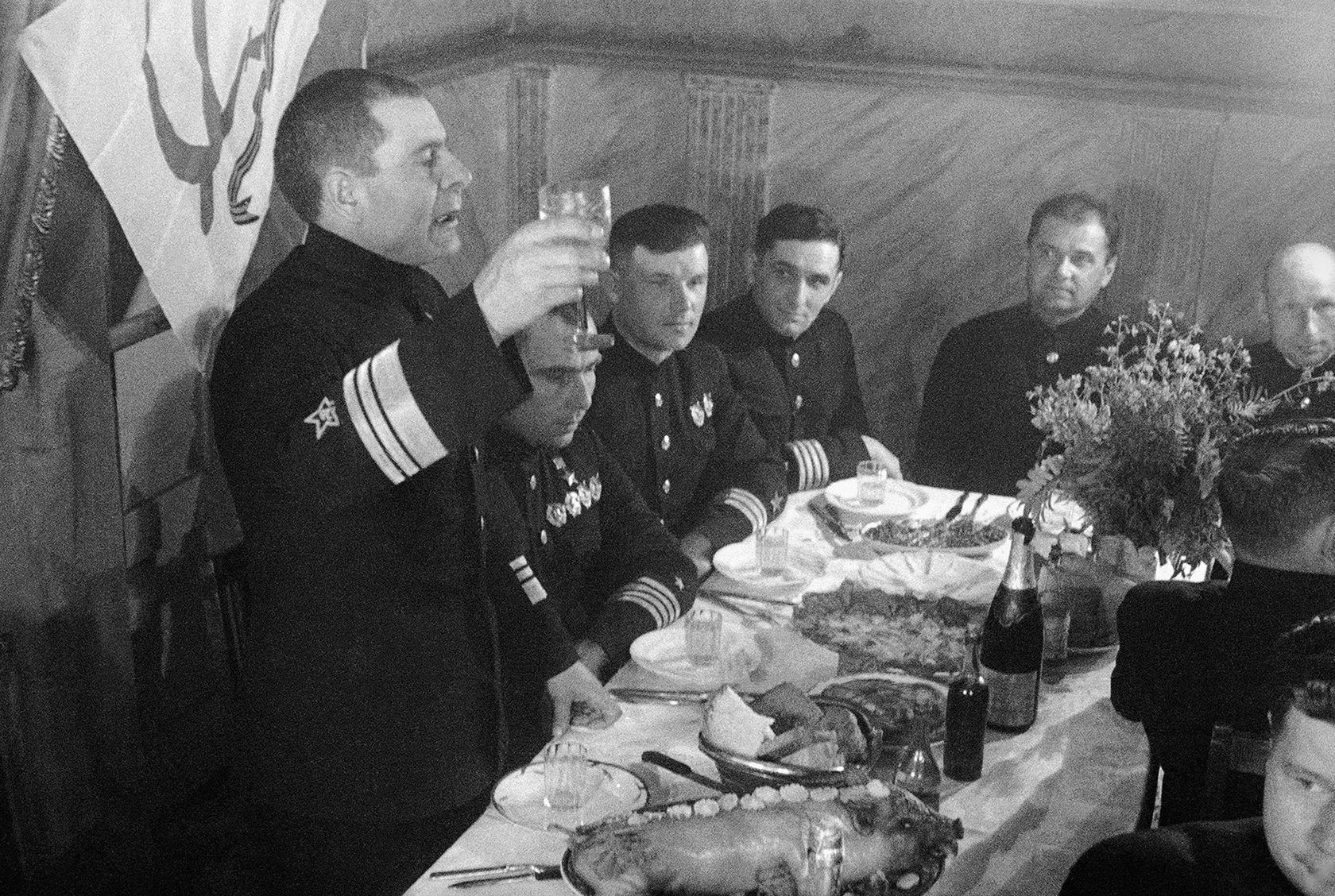
Вице-адмирал А. В. Головко произносит тост на банкете в честь боевых успехов подлодки К-21. Первый слева — командир К-21 Герой Советского Союза капитан 2 ранга Н. А. Лунин

23 октября 1942 года подводная лодка К-21 была награждена орденом Красного Знамени.
Боевой путь лодка закончила под командованием З. М. Арванова.
За время войны К-21 было засчитано 17 потопленных транспортов и боевых кораблей противника, из которых в послевоенное время было подтверждено потопление на минах одного транспорта, одного боевого корабля (большой охотник за ПЛ «Uj-1110»), а также потопление артиллерией двух норвежских невооружённых рыболовецких мотоботов и повреждение ещё трёх мотоботов.
9 мая 1945 года лодка находилась в ремонте.

### Послевоенная служба

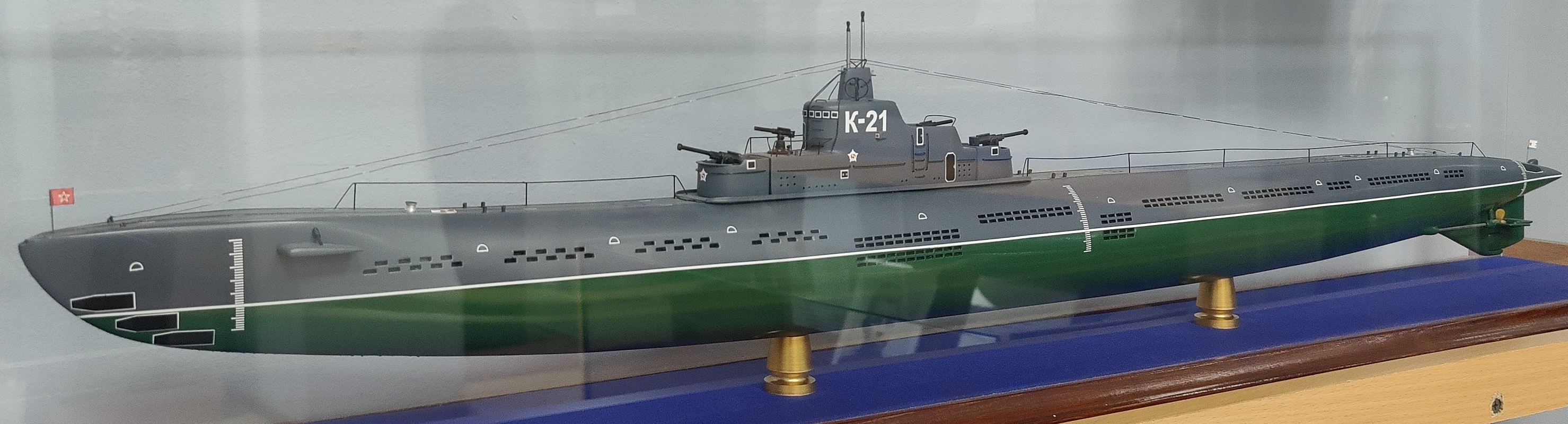
Макет в Музее истории подводных сил имени Маринеско

С 6 по 14 апреля 1949 года лодка принимала участие в океанографической работе в районе архипелага Новая Земля. В 1951 году вошла в новообразованную 161-ю бригаду подводных лодок.  9 июня 1949 года переименована в «Б-4» В 1956 году выведена из состава флота, 20 июня 1956 года переформирована в плавучую зарядовую станцию «ПЗС-51», однако уже 17 августа переформирована в учебно-тренировочную станцию «УТС-5», служила для отработки борьбы за живучесть.
Весной 1981 года была поставлена в плавдок «ТПД-12» на заводе города Полярный для преобразования в музей боевой славы. После переделки трёх кормовых отсеков под экспозицию (четыре первых остались практически без изменений) поставлена на постамент (с погружением в воду при приливе) в качестве музея в Североморске. Решение было принято в 1981 году. Музей открыт в 1983 году. В конце 1990-х годов был проведён ремонт лодки (подводная часть). В 2008—2009 годах проводится ремонт музея и обновление экспозиции. Является филиалом Военно-морского музея Северного флота.

## Командиры
- 1939—1941: Потапов Л. С.
- 1941—1942: Жуков А. А.
- 1942—1943: Лунин Н. А.
- 1943—1945: Арванов З. М.
- 1945—1947: Жуков А. А.
- 1947—1950: Богуш В. Н.
- 1950—1952: Маринин А.
- 1952—1955: Юрин Н. М.